# Eliaquim Mangala
Eliaquim Mangala (* 13. února 1991 Colombes) je francouzský profesionální fotbalista původem z Demokratické republiky Kongo, který hraje na pozici středního obránce za portugalský klub GD Estoril Praia.
V letech 2013 až 2016 odehrál 8 utkání za francouzskou reprezentaci. Je účastníkem Mistrovství světa 2014 v Brazílii a EURA 2016 ve Francii.
V březnu 2020 u něj byla, stejně jako u mnoha dalších hráčů a členů realizačního týmu Valencie, potvrzena nákaza nemocí covid-19. Stalo se tak po osmifinálovém utkání probíhajícího ročníku Ligy mistrů proti Atalantě, který se konal v Miláně.

## Klubová kariéra
Eliaquim Mangala debutoval v profi fotbale v belgickém klubu Standard Lutych, s nímž později vyhrál ligový titul (2008/09), belgický fotbalový pohár (2010/11 – ve finále proti KVC Westerlo vstřelil vítězný gól) i belgický Superpohár (2008, 2009).
V srpnu 2011 přestoupil za 6,5 milionu eur do popředního portugalského klubu FC Porto, kde pokračoval ve sbírání úspěchů (ligové tituly v sezonách 2011/12 a 2012/13 a portugalský Superpohár v letech 2012 a 2013).
V srpnu 2014 přestoupil za cca 40 milionů eur do anglického celku a tehdejšího vítěze Premier League Manchesteru City.

## Reprezentační kariéra
Hrál za mládežnický výběr Francie v kategorii do 21 let. V A-mužstvu Francie debutoval 5. června 2013 v přátelském zápase proti Uruguayi (porážka 0:1).
Trenér Didier Deschamps jej vzal na Mistrovství světa 2014 v Brazílii. Francouzi vypadli na šampionátu ve čtvrtfinále s Německem po porážce 0:1.

Zúčastnil se i domácího EURU 2016.